# Natural Bridge (Alabama)
Natural Bridge – miasto w Stanach Zjednoczonych, w stanie Alabama, w hrabstwie Winston. W roku 2023 miasto zamieszkiwało 35 osób, a gęstość zaludnienia wynosiła 31,8 osoby/km².